# Sherlock Holmes (serial din 2013)
Sherlock Holmes (rusă: Шерлок Холмс, tr: Șerlok Hoolms) este un serial polițist rusesc din 2013 regizat de Andrey Kavun.  Este bazat pe seria de povestiri cu detectivul Sherlock Holmes, serie scrisă de Arthur Conan Doyle. A avut premiera la 18 noiembrie 2013. Unele dintre povestiri nu au fost niciodată ecranizate anterior.  Igor Petrenko este Sherlock Holmes și Andrei Panin este Doctor John Watson. Opt episoade au fost produse, fiecare având cca. 90 de  minute.

## Distribuție
- Igor Petrenko - Sherlock Holmes/Mycroft Holmes
- Andrei Panin - Dr. Watson
- Lyanka Gryu - Irene Adler
- Mikhail Boyarsky - Inspectorul Lestrade
- Ingeborga Dapkūnaitė - doamna Hudson
- Alexander Golubev - Reginald Musgrave
- Elizaveta Boyarskaya - Louise Bernett
- Leonid Yarmolnik - Branton
- Andrei Merzlikin - Helifax/Traut/Backley
- Igor Sklyar - Thaddeus Sholto
- Aleksandr Adabashyan - The Editor
- Darya Jurgens - Jessica Kerry
- Anatoly Rudakov - Inspector Tracy
- Danila Shevchenko - Arthur Cadogan West
- Rina Grishina - Violet Westberry
- Alexey Gorbunov - Profesorul Moriarty
- Svetlana Kryuchkova - Regina Victoria
- Oleg Feodorov - Wilhelm al II-lea al Germaniei
- Mikhail Evlanov - Peter Small
- Sergey Migitsko - Philip McIntyre

## Episoade
1. - 221B Baker Street - vag bazat pe "The Adventure of Black Peter", "A Scandal in Bohemia" și "The Adventure of Charles Augustus Milverton".
2. - Rock, Scissors, Paper - vag bazat pe The Sign of Four și "The Disappearance of Lady Frances Carfax".
3. - Clowns - vag bazat pe "The Adventure of the Bruce-Partington Plans" și "A Scandal in Bohemia".
4. - The Mistress of Lord Maulbr - poveste originală
5. - The Musgrave Ritual - vag bazat pe "The Adventure of the Musgrave Ritual" și The Hound of the Baskervilles.
6. - Halifax - vag bazat pe "The Red-Headed League".
7. - Holmes's Last Case - vag bazat pe "The Adventure of the Final Problem".
8. - The Baskerville Hound - vag bazat pe "The Adventure of the Bruce-Partington Plans" și "The Adventure of the Empty House". Nu este bazat pe romanul The Hound of the Baskervilles. Premiera episodului - 28 noiembrie 2013.